# Glenea sordida
Glenea sordida är en skalbaggsart som beskrevs av Aurivillius 1924. Glenea sordida ingår i släktet Glenea och familjen långhorningar.
Artens utbredningsområde är Filippinerna. Inga underarter finns listade i Catalogue of Life.